# Andy Warhol
Andrew Warhola, més conegut com a Andy Warhol, va néixer el dia 6 d'agost de 1928 a Pittsburgh, Pennsilvània, i va morir el 22 de febrer de 1987 a Nova York.
Va ser un pintor estatunidenc i una figura central del moviment conegut com a pop art. Després d'una reeixida carrera com a il·lustrador comercial, Warhol es va fer famós en tot el món pels seus treballs com a pintor, cineasta, productor musical, escriptor i escultor. Va ser una important figura pública coneguda per la seva pertinença a cercles socials molt diversos que incloïen des de persones bohèmies que vivien al carrer fins a distingits intel·lectuals, celebritats de Hollywood, gent adinerada i aristòcrates.
Warhol va utilitzar mitjans diferents per crear les seves obres, com el dibuix a mà, la pintura, el gravat, la fotografia, la serigrafia, l'escultura, el cine i la música. El Museu Andy Warhol en la seva ciutat natal, Pittsburgh, Pennsilvània, conserva una àmplia col·lecció permanent d'art. Resulta ser el museu més gran dels Estats Units dedicat a un sol artista.
El treball de Warhol, malgrat les múltiples crítiques oposades, ha estat objecte de nombroses exposicions, llibres i pel·lícules després de la seva mort. En general, Warhol és reconegut com un dels artistes més famosos del segle xx, de manera que va aconseguir molt més que el que havia estat el seu gran somni: «Ésser famós durant 15 minuts».

## Biografia

### Infantesa i primers treballs
Andy Warhol va néixer a Pittsburgh el 6 d'agost de 1928. Fou el tercer fill d'una família d'immigrants rutens que provenien del nord-est d'Eslovàquia, d'una ciutat obrera coneguda amb el nom de Medzilaborce. Els seus pares es deien Andrej Varchola i Ulja (Julia) Justyna Zavacka (el seu cognom original era Varchola però, va ser modificat per Warhola a Amèrica). El seu pare va emigrar el 1914 per treballar a les mines de carbó, i la seva mare ho va fer el 1921, en morir els avis de Warhol. Andy tenia dos germans grans, John i Paul. La seva família era catòlica, en concret de l'Església Grecocatòlica Rutena. Van viure al número 55 de Beelen Street i més tard al 3252 de Dawson Street, al barri d'Oakland de Pittsburgh, cosa que va suposar una millora a la qualitat de vida de la família.
El 1936, mentre Warhol estava en el tercer curs de primària, va patir la malaltia de Corea de Sydenham (ball de Sant Vito), una afecció del sistema nerviós que causa moviments involuntaris i que va afectar la pigmentació de la seva pell. Aquesta malaltia el va fer estar al llit durant llargues temporades que emplenava amb el dibuix, la ràdio i les col·leccions de cromos d'estrelles de cine. Temps després, Warhol va definir aquest període com a molt important en el desenvolupament de la seva personalitat i de les seves preferències, tant artísticament com personal.

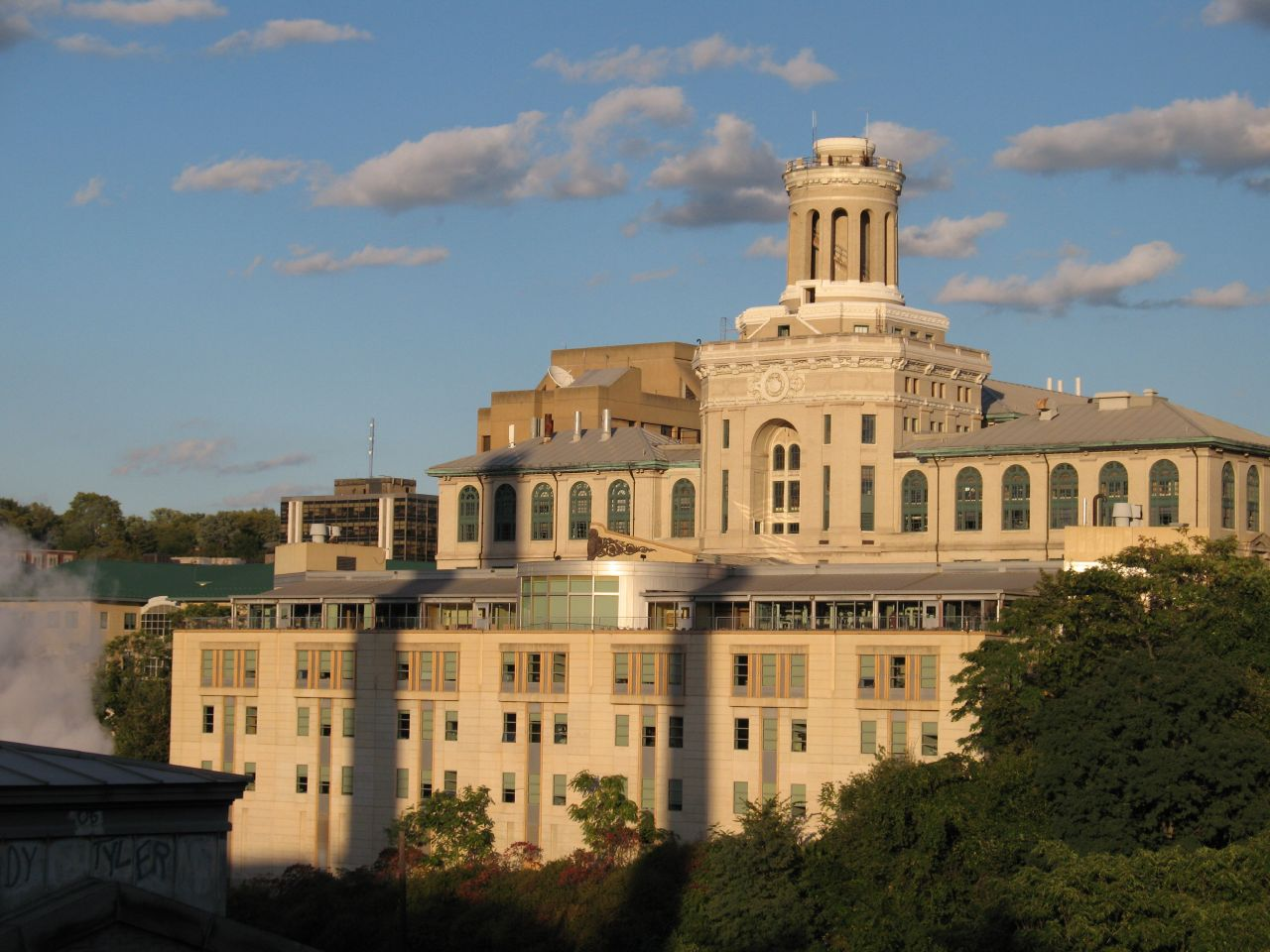
Hamerschlag Hall és una de les instal·lacions d'ensenyament principals de l'Institut de Tecnologia de Carnegie a Pittsburgh

El 1942 va morir el seu pare després d'estar tres anys prostrat al llit per culpa d'una aigua emmetzinada. Aquest fet va agafar Andy en plena adolescència, mentre acabava els seus estudis a l'institut Schenley. Un cop graduat, va decidir estudiar art comercial a l'Institut de Tecnologia de Carniege, on faria estudis de disseny amb una formació artística poc convencional. Durant els anys 1948 i 1949 va aconseguir el seu primer treball per pintar uns fons d'aparador dels magatzems Joseph Home. Va ser el març de 1949 quan va presentar per a una exposició col·lectiva de Pittsburgh la seva primera pintura en la qual es mostrava un nen amb un dit al nas, molt influïda per George Grosz, el qual es trobava entre els membres del jurat. Malgrat que Grosz es va posar a favor d'Andy, l'obra va ser rebutjada i acabà sent presentada en una exposició alternativa. Després de graduar-se, el 1949 es va mudar a Nova York i va començar una reeixida carrera com il·lustrador publicitari i de revistes com Vogue, Harper's Bazaar i The New Yorker, aconseguint d'aquesta manera una estabilitat econòmica. És a partir d'aquest moment que adopta el nom d'Andy Warhol.
Durant els anys 50 es va fer famós gràcies als seus dibuixos de sabates. Així és com les sabates es converteixen en el motiu més famós de la seva obra inicial. Apareixen per primer cop al llibre A la Recherche du Shoe perdu ('A la recerca de la sabata perduda') el 1955. Durant uns anys va estar realitzant diverses sèries sobre aquest mateix tema. Una de les més conegudes va ser la de les Sabates daurades, realitzades amb collages amb pa d'or i que estaven dedicades a personatges famosos i estrelles de cinema, com ara Judy Garland i Elvis Presley. Alguns d'aquests dibuixos encara es poden veure a la Bodley Gallery de Nova York. Durant aquesta època, RCA Records va contractar Warhol com a freelance per a dissenyar alguna de les portades dels seus vinils. Però, sobretot, destaca la seva primera exposició individual a una galeria de Nova York el 1952: «Andy Warhol: Cinquanta dibuixos basats en els escrits de Truman Capote».
L'any 1952 la seva mare Júlia es trasllada a Nova York per viure amb ell. Per aquella època comença a tenir nombrosos gats en el seu habitatge. Gairebé sempre està envoltat d'aquests felins que arriben a la quantitat d'una vintena. Andy, en la seva investigació per als seus nombrosos encàrrecs comercials, comença a desenvolupar l'ús de les imatges mitjançant una manipulació mediàtica. El 1953, a l'arxiu fotogràfic de la biblioteca pública de Nova York, va conèixer Alfred Carlton Willer, amb el qual va mantenir una relació afectiva, encara que els seus problemes de pell sembla que el feien sentir massa intimidat per mantenir relacions sexuals. A més a més, durant aquesta dècada li va aparèixer un altre enemic: la seva calvície. Comença a usar una gorra, però només pensa en com fer un canvi de look especial, de manera que és aleshores quan es decideix a usar un dels seus elements característics: la «perruca de cabell blanc».
Cap al 1955 presenta una sèrie de dibuixos titulats Dibuixos per a un llibre de nois. La seva estètica cada vegada és més gai, amb la intenció de ser més provocador. L'any següent emprèn un viatge per Europa i per alguns països de l'Orient acompanyat per la seva nova amistat Charley Lisanby, una relació que va acabar en tornar a Nova York.
En aquesta dècada, i seguint els consells del seu administrador, crea la companyia Andy Warhol Enterprises. A partir d'aleshores no només és un artista sinó que també es converteix en un empresari amb una marca. En aquest moment, Jasper Johns inaugura l'exposició de Banderes, dianes i números. Aquest serà el punt clau perquè el pop art s'instal·li definitivament als Estats Units i trenqui amb l'expressionisme abstracte. Això desperta en Warhol la intuïció que l'art vulgar li pot obrir altres portes. Unes possibilitats creatives que no tarda a posar en pràctica.

### Dècada de 1960

Llaunes de sopa Campbell's dissenyades per Warhol l'any 1962

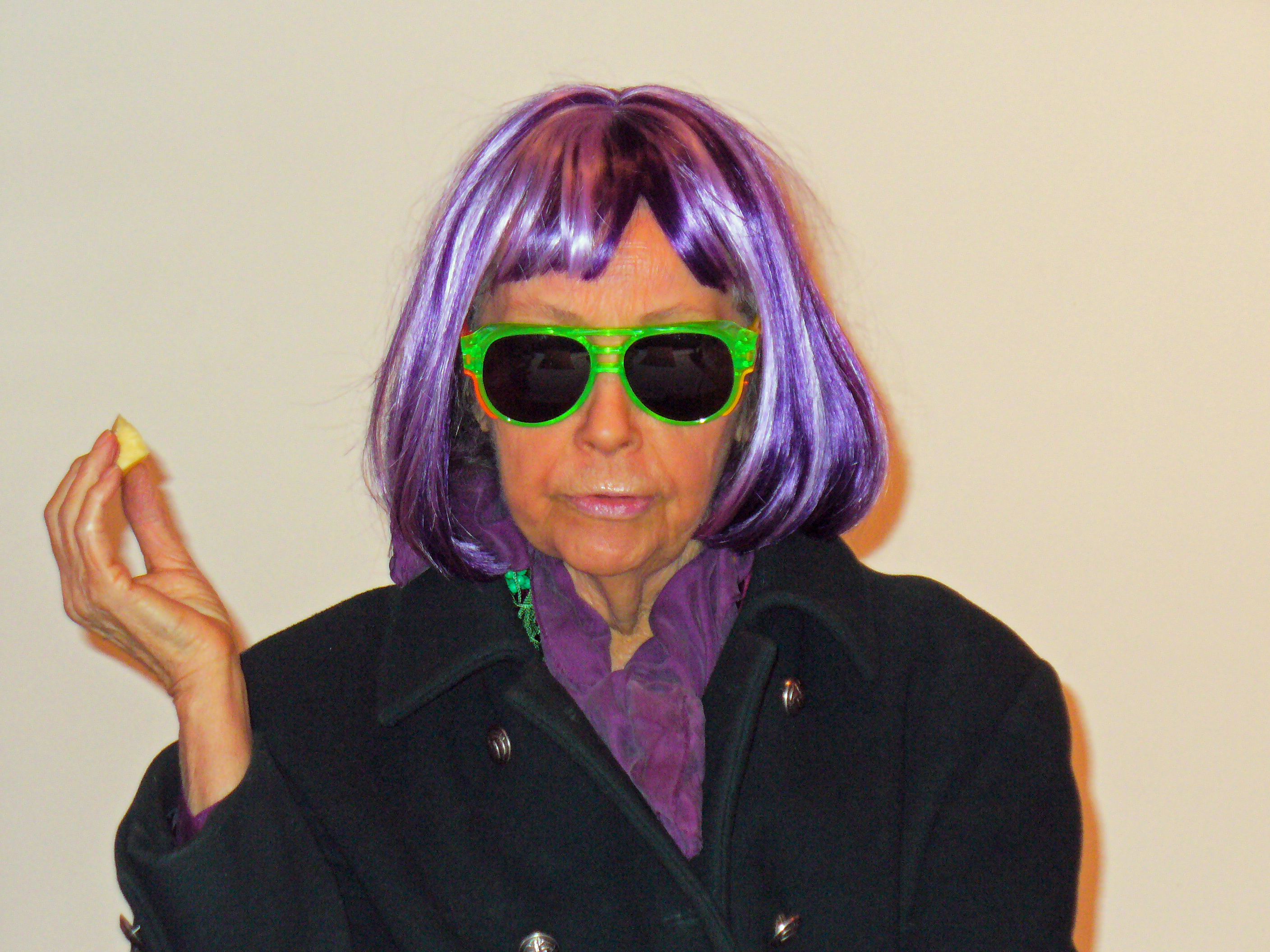
Ultra Violet, una antiga «superstar» de Warhol

Durant els anys 60, Warhol va aconseguir passar de ser un il·lustrador comercial a un dels artistes americans més famosos del moment. Warhol i els seus cercles van ajudar a definir tota una dècada.
El 1963 va fundar "The Factory", un estudi folrat amb paper d'alumini situat a 47th Street (posteriorment traslladat a Broadway). Durant aquests anys es va rodejar de tota mena d'artistes, escriptors, músics i d'altres celebritats del panorama underground de Nova York. Les festes i els escàndols se succeïen, però la Factory ja era una llegenda a Nova York i les pel·lícules que projectava a la paret d'un saló semblava que guanyaven en qualitat. Sempre se'l veia carregat amb una Polaroid i un magnetòfon.
Va arribar a declarar que desitjava convertir-se en una màquina, reduint la part creativa de les seves obres, cosa que va provocar una revolució en els cercles artístics i el va fer popular i controvertit. Va començar a crear pintures serigrafiades, cosa que li va permetre de produir obres d'art en sèrie. Durant aquest període, Warhol va revolucionar l'art pop estatunidenc, realitzant pintures sobre productes famosos, com les Llaunes de sopa Campbell's, ampolles de Coca-Cola, dòlars i fotografies de diaris amb fets històrics del moment. També va pintar retrats de famosos, com Marilyn Monroe i Elizabeth Taylor. El motiu dels seus quadres era recognoscible per tothom, cosa que atreia les masses, que al cap i a la fi és el que volia. Com ell mateix va dir:
| « | El que fa gran aquest país és que els consumidors rics compren essencialment els mateixos productes que els consumidors pobres. Pots estar veient la televisió i beure una Coca-Cola, i saps que el mateix president en beu, així com Liz Taylor i penses que tú també en pots beure. Totes les Coca-Coles són igual de bones. Liz Taylor ho sap, el president ho sap, l'indigent ho sap i tu ho saps. | » |

En els anys 50, mentre treballava d'il·lustrador comercial, Warhol feia servir ajudants per incrementar la seva productivitat. Acabada aquesta etapa, però, en els 60, va continuar fent servir aquesta controvertida tècnica en la seva producció artística. Un dels seus col·laboradors més importants d'aquesta època va ser Gerard Malanga. Malanga ajudava l'artista creant les serigrafies, les pel·lícules, escultures i d'altres treballs que es duien a terme a The Factory. Altres membres col·laboradors seus van ser Freddie Herko, Ondine, Ronald Tavel, Mary Woronov i Brigid Berlin.
Segons Malanga:
| « | Cada quadre ens portava quatre minuts per fer-lo, i treballàvem de la manera més mecànica que podíem; intentàvem que cada imatge quedés bé, però cap quedava bé. En convertir-nos en màquines les obres que produíem eren cada vegada menys perfectes. | » |

Durant els anys 60, Warhol també va reunir a una vistosa comitiva d'excèntrics i bohemis, els quals ell designava com a les «Superstars», i que incloïa Edie Sedgwick, Viva i la cèlebre Ultra Violet. Tots ells acostumaven a actuar en les pel·lícules de Warhol, i alguns, com Brigid Berlin, van arribar a mantenir una estreta amistat amb l'artista que van conservar fins a la seva mort. Cap al final d'aquesta dècada, el mateix Warhol s'havia convertit en una celebritat i apareixia freqüentment en la premsa, escortat per algun dels seus companys de la Factory.
El MOMA de Nova York va realitzar un simpòsium sobre el Pop Art el desembre de 1962. La crítica estava escandalitzada amb les actuacions de Warhol, però el simpòsium va ser el detonant que va demostrar que les coses en els cercles artístics estaven canviant, i que Warhol hi tenia molt a veure. El 1963 començà a realitzar nombroses pel·lícules, la majoria agressives i homosexuals.
Un esdeveniment crucial va ser l'exposició The American Supermarket (El supermercat americà), una mostra celebrada el 1964 en la Paul Bianchinni Gallery de l'Upper East Side de Manhattan. L'exposició estava organitzada com el típic petit supermercat dels Estats Units, encara que els «productes» exhibits -conserves, carn, pòsters, etc.- eren obra de sis prominents artistes del pop, com Mary Inman, Robert Watts i el controvertit -i mentalment afí a Warhol- Billy Apple. La contribució de Warhol era una pintura d'una llauna de sopa Campbell, valorada en 1500 $, mentre que una autèntica llauna autografiada en costava 6. L'exposició va ser un dels primers actes públics en els quals es va enfrontar al públic amb el pop art i la qüestió plantejada per les avantguardes clàssiques sobre què podia ser art.
El 1965 coneix al grup de música The Velvet Underground, liderat per Lou Reed, i en poc temps es converteix en mànager del grup unint-hi la seva amiga, la cantant alemanya Nico. El 1967 surt al mercat el disc dels Velvet anomenat The Velvet Underground and Nico: Andy Warhol, que va ser produït per aquest darrer.
Al final dels 60 Warhol ja era tota una celebritat i apareixia sovint en diaris i revistes. En aquest moment va ser quan va fundar la revista Interview, dedicada al culte de les celebritats, incloent-hi entrevistes i imatges avantguardistes de personatges famosos.
Warhol col·laborà amb la revista tridimensional Aspen.

### Atemptat
El 3 de juny de 1968, Valerie Solanas, una dramaturga feminista i radical a la qual Warhol havia promès publicar un manuscrit, li va disparar i el va ferir greument al pit, també en va resultar ferit el crític d'art Mario Amaya. Pel que sembla, el dia de l'atemptat Solanas havia estat expulsada de la Factory després de reclamar la devolució d'un guió que havia donat a Warhol i que havia estat extraviat. Casualment, Valerie Solanas apareix a una de les seves pel·lícules de 1968, I, A Man, enregistrada abans dels fets.
Amaya va patir només ferides lleus i va ser donat d'alta aquell mateix dia. Warhol, en canvi, va rebre sis trets i només va sobreviure després d'una intervenció d'urgència de sis hores de durada -durant la qual els metges van haver d'obrir-li el pit i fer massatges al seu cor per estimular el ritme cardíac novament-. Els efectes d'aquest esdeveniment van deixar a Warhol traumatitzat per a la resta de la seva vida (havia de portar una cotilla per aguantar-se l'abdomen). A més, el record de l'atemptat deixaria una profunda marca a la seva obra. Solanas va ser arrestada l'endemà i, com justificació al seu atac, va declarar que «Andy tenia massa control sobre la meva vida». Va ser sentenciada a 3 anys sota el control del departament de reinserció. Després del tiroteig, l'accés a la Factory va quedar rígidament controlat i, en opinió de molts, això va provocar la fi de l'època de "la Factory dels 60". L'atemptat, tanmateix, va quedar força desdibuixat en els mitjans de comunicació a causa de l'assassinat de Robert Fitzgerald Kennedy dos dies després. Anys més tard es va enregistrar una pel·lícula on s'explica aquest moment de la vida d'Andy Warhol, anomenada I shot Andy Warhol (Jo vaig disparar a Andy Warhol).

### Dècada de 1970
Comparat amb l'èxit i els escàndols dels treballs de Warhol durant els 60, aquesta dècada va ser molt més tranquil·la. Tot i així, aquesta és la seva època més emprenedora. Va començar a pintar retrats a comissió d'artistes, empresaris i polítics del moment, com ara Mick Jagger, Liza Minnelli, John Lennon, Diana Ross, Brigitte Bardot, Mao Zedong i Michael Jackson. Va ser durant aquesta època quan sovintejava locals de moda com el Serendipity 3 i Studio 54.

El 1975 va publicar el seu primer llibre: The Philosophy of Andy Warhol on explica les seves teories:
| « | "Fer diners és art, i treballar és art, i els bons negocis són el millor art"... M'agraden els diners a les parets. Suposem que vostè està a punt de comprar un quadre de dos-cents mil dòlars. Des del meu punt de vista, faria millor si agafés aquests diners, en fes un feix i el pengés a la paret. Quan el visitin el primer que veuran serà els diners a la paret. | » |
| — | |   |

Normalment es comportava com un observador tranquil, tímid i meticulós. El crític d'art Robert Hughes el va anomenar "la piga blanca d'Union Square" El seu estil inicialment rupturista va ser assimilat progressivament pel circuit de galeries i pels cercles adinerats, els quals satisfeia amb retrats per encàrrec. Aquesta etapa és jutjada de manera dispar per la crítica actual.
Va ser durant aquesta època quan començà a pintar retrats dels seus amics, clients habituals de la discoteca Studio 54, entre els quals hi havia Carolina Herrera, Bianca Jagger i Elizabeth Taylor. Al mateix temps va ser contractat per diversos fabricants d'automòbils, com la BMW, per pintar els seus vehicles de competició d'una manera que cridessin l'atenció. Els mencionats vehicles participaven sobretot en les famoses "24 hores de Le Mans". Així es va crear l'art car.
També començà la seva famosa sèrie Marilyn sobre la difunta Marilyn Monroe. Són famoses les seves "càpsules del temps" on guardava (des de l'any 1974) coses quotidianes en caixes de cartó; en va arribar arribar a crear unes 610. El 1979 va exhibir, de manera important, en el Whitney Museum de Nova York, la seva sèrie de retrats Portraits of the Seventies (Retrats dels Setanta.)

### Dècada de 1980

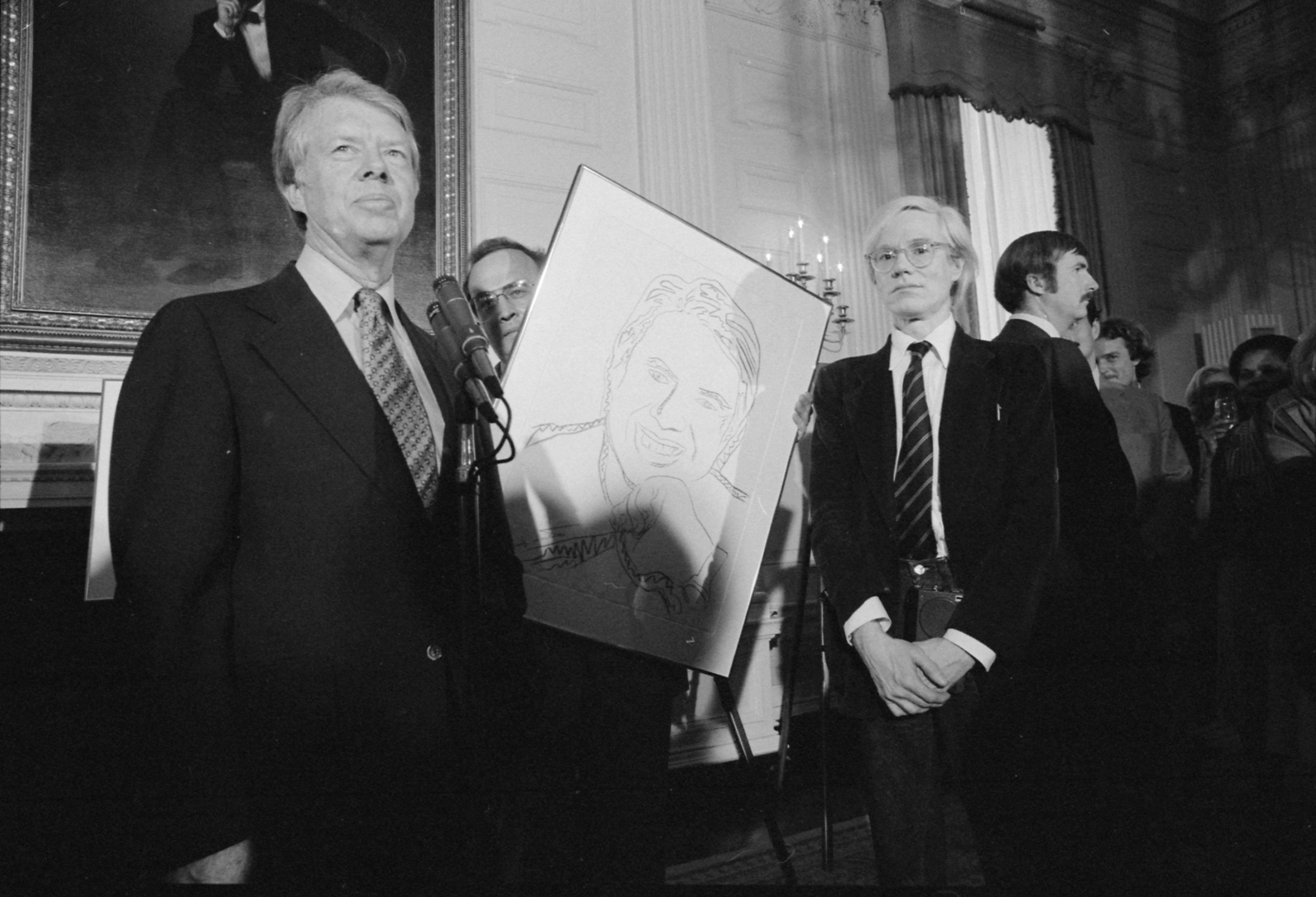
Andy Warhol i Jimmy Carter durant l'entrega del retrat del president, el 1977.

Durant els anys 80 Warhol s'havia consolidat de tal forma que entre els sectors més crítics va començar a ser acusat d'haver-se convertit en un «artista dels negocis». El seu resorgiment comercial i crític el va aconseguir apropant-se als nous i joves talents de l'època, com Jean-Michel Basquiat, Julian Schnabel, David Salle i els anomenats Neo-expressionistes; també a artistes com Francesco Clemente, Enzo Cucchi i altres membres del moviment de transavantguarda, que havien adquirit una important influència.
El 1981 començà a pintar detalls de quadres d'artistes renaixentistes com Leonardo da Vinci, Sandro Botticelli i Paolo Uccello. A més, però, els 80 destaquen per ser l'època del seu primer contacte amb la cultura espanyola. El 1983 feu el retrat del cantant Miguel Bosé per a la portada del disc Made in Spain, també utilitzada per al disc Milano-Madrid d'aquest mateix artista. Bosé va aconseguir que Warhol aparegués en el videoclip del seu single Ángeles Caídos. Aquest mateix any visità Madrid, on va ser rebut amb entusiasme per Almodóvar, Fabio McNamara i d'altres personalitats de la cultura i la vida social madrilenya. Malgrat tot, de l'exposició que va presentar a la galeria Fernando Vijande de la capital se'n van obtenir poquíssimes vendes.
Tot i així Warhol seguia sent rendible. El 1985 Andy va ser seleccionat com un dels artistes d'Absolut Vodka i molts dels seus dibuixos de l'època incorporen la famosa ampolla i van ser fets servir per anuncis de la televisió.

### Mort
El 1986 pintaria les que serien les seves últimes obres, autoretrats i retrats de Lenin i Mao Zedong. Warhol va morir el 22 de febrer de 1987 a Nova York als 58 anys, a causa d'un atac de cor sobtat. Segons els informatius, s'estava recuperant sense dificultats d'una operació de vesícula al New York Hospital quan va morir mentre dormia a causa d'una sobtada arrítmia postoperatòria. També s'ha assenyalat com a causa de la seva defunció un cert excés de líquids per intoxicació d'aigua.

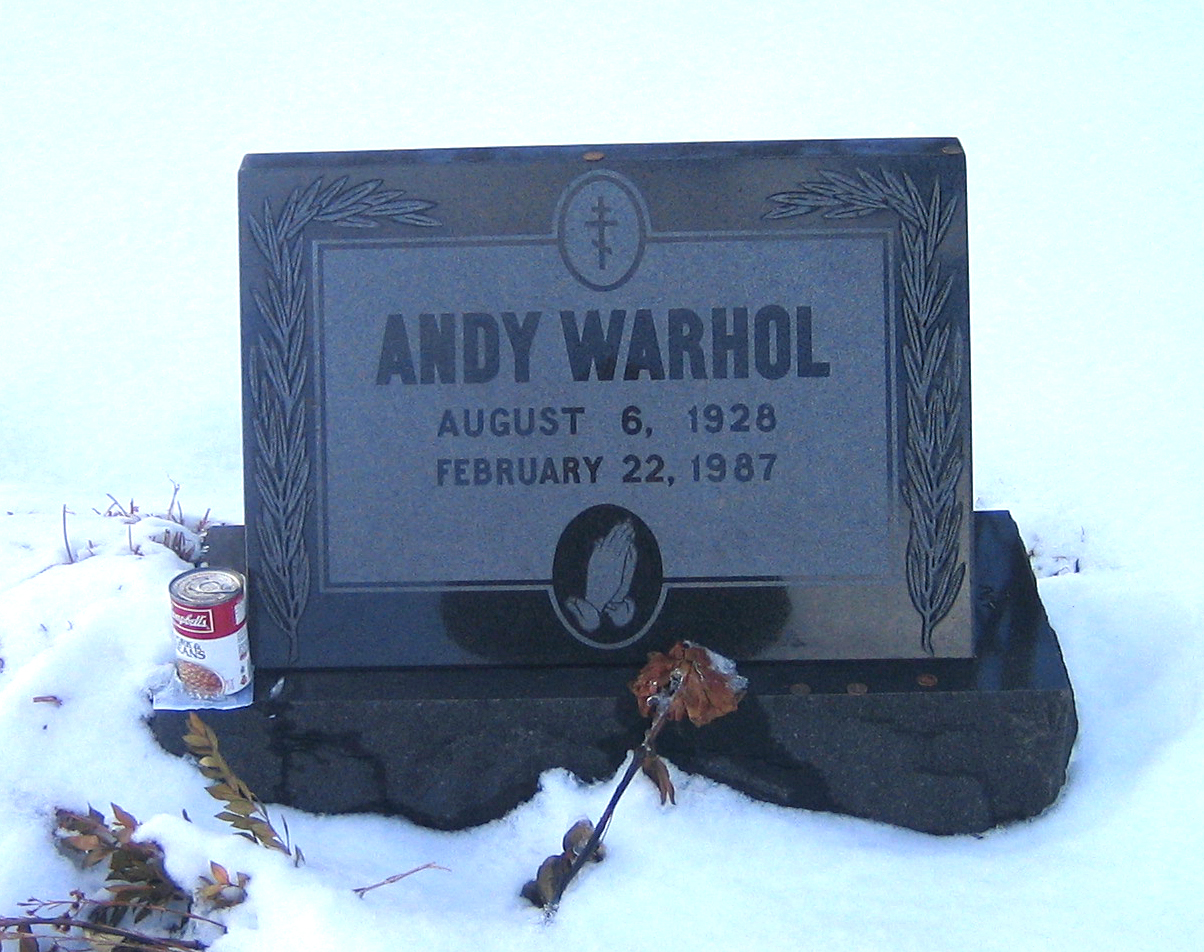
La tomba de Warhol al cementeri grecocatòlic de Sant Joan Baptista de Pennsilvània (Estats Units).

El cos de Warhol va ser enviat pels seus germans a Pittsburgh, el seu lloc de naixement i on se l'acomiadaria. La vetlla va tenir lloc al Thomas P. Kunsak Funeral Home i va ser una cerimònia corpore insepulto. El taüt era una peça de bronze massís, amb ornaments daurats i suports blancs. Warhol portava posat un vestit negre de caixmir, una corbata d'estampat també de caixmir, una perruca platejada i les seves característiques ulleres de sol. Tenia a les mans un petit breviari i una rosa vermella. El funeral es va celebrar a l'església catòlica grecocatòlica de l'Esperit Sant, al North Side de Pittsburgh.
Warhol va ser enterrat al costat de la seva mare i el seu pare. Unes setmanes més tard es va repetir un ofici commemoratiu per a Warhol a Manhattan. El seu testament llegava tota la seva propietat -llevat d'alguns modestos detalls- als membres de la seva família, i els instava a crear una fundació dedicada «a l'avenç de les arts visuals». Warhol tenia tantes possessions, que Sotheby's va necessitar nou dies per subhastar els seus béns després de la seva mort. La suma total excedia els 20 milions de dòlars i la seva riquesa total era encara més gran si es tenien en compte les astutes inversions que havia realitzat al llarg de tota la seva vida.
El 1987, en correspondència amb la darrera voluntat de Warhol, es va constituir l'Andy Warhol Foundation for the Visual Arts. Actualment la fundació no només actua com a representant legal d'Andy Warhol, sinó que defensa la missió d'«esperonar la innovació en l'expressió artística i el procés creatiu», i es declara «centrada, principalment, a donar suport al treball d'un valor experimental o trencador».

## Pensament

### Sexualitat
S'ha opinat molt sobre l'asexualitat de Warhol, igual que sobre el seu voyeurisme, però moltes d'aquestes especulacions s'han vist més o menys rebatudes pels seus biògrafs (com Victor Bockris), pels seus socis de la Factory, com Bob Colacello, i per diversos estudiosos d'art, com Richard Meyer. La qüestió de la possible influència de la sexualitat de Warhol sobre la seva obra i sobre la seva relació amb altres persones s'ha convertit en un tema essencial per als estudiosos, malgrat que és un tema al qual el mateix Warhol es va referir en entrevistes i converses amb els seus contemporanis, així com en algunes de les seves publicacions (per ex. Popism: The Warhol Sixties).
Al llarg de la seva carrera Warhol va tractar bastant el tema de la sexualitat. Va realitzar nombroses fotografies de nus masculins i la majoria de les seves obres més conegudes -els retrats de Judy Garland i Elizabeth Taylor, i pel·lícules com Blow job, My Hustler i Lonesome Cowboys- tenien el seu origen a la subcultura gai i el món underground. Unes obres que exploraven de forma més o menys sistemàtica la complexitat de la sexualitat i el desig. De fet, la majoria de les seves pel·lícules van ser estrenades a cinemes X per a homosexuals. Per això, no és d'estranyar que algunes de les dificultats inicials de Warhol per llançar la seva carrera tenguessin alguna cosa a veure amb el caràcter sexual de la seva obra. És el cas, per exemple, dels dibuixos homoeròtics que va presentar a una galeria per a la seva primera exposició, en general, considerats «massa obertament gai».
A Popism, l'artista esmenta una conversa amb el cineasta Emile d'Antonio sobre les dificultats que Warhol havia tingut per ésser admès en societat per artistes com Jasper Johns o Robert Rauschenberg, que ocultaven al públic la seva orientació homosexual. De Antonio va sostenir que Warhol tenia «massa ploma, i això els molestava». Warhol es defensava dient que «no hi havia res que pogués dir sobre això. Era completament cert. Així que vaig decidir que no em preocuparia perquè aquestes eren precisament les coses que no volia canviar de cap mena, i no pensava que hagués de canviar-les. Altres persones podien canviar la seva actitud, però jo no».
Revisant la biografia de Warhol, molts es refereixen al període comprès entre els últims anys 50 i els primers 60 com un moment clau en el desenvolupament del seu caràcter. Alguns han suggerit que l'habitual negativa a comentar la seva obra, a parlar sobre si mateix -limitant-se a les entrevistes en respondre coses del tipus «Um, no» i «Um, sí», o deixant que d'altres contestessin per ell-, o fins i tot la mateixa evolució del seu estil pop, poden haver-se originat en els anys en els quals Warhol va ser «rebutjat» pels elitistes cercles de l'art de Nova York.

### Religió
Warhol era un creient practicant del ritu bizantí de l'Església Grecocatòlica Rutena. Va ser voluntari en alguns albergs per a vagabunds de Nova York, particularment durant les èpoques més complicades de l'any, i es descrivia a ell mateix com una persona religiosa. Algunes de les obres tardanes de Warhol representen temes religiosos, especialment dues sèries titulades "Detalls de pintures renaixentistes" (1984) i "L'últim sopar (1986). Després de la seva mort, es van localitzar dibuixos d'índole religiosa en el seu apartament.
Al llarg de la seva vida, Warhol va assistir freqüentment a missa i el rector de la seva església -el temple de Sant Vicenç Ferrer de Nova York- va afirmar que l'artista hi anava gairebé diàriament. S'ha comentat que el seu estil està fortament influït per la tradició de la iconografia oriental cristiana, que ocupa un lloc preeminent als llocs de culte. El seu germà, d'altra banda, va dir que ell era «profundament religiós, però no volia que la gent ho sabés perquè ho considerava privat». Malgrat la naturalesa personal de les seves creences, l'elegia de John Richardson el retrata com una persona de gran devoció: «Tinc la certesa que ell va ser responsable d'almenys una conversió. Va estar força orgullós de finançar els estudis de teologia del seu nebot».

### Producció artística
Warhol sempre es va recolzar en els seus assistents per a les seves pintures. I el mateix pot dir-se de les seves produccions cinematogràfiques. Va fundar la revista de societat Interview, que es va convertir en una bona plataforma pels artistes que patrocinava i en un bon negoci per als seus amics col·laboradors. Així mateix, la seva obra literària és resultat de la seva col·laboració amb Pat Haccket. Va apadrinar a l'explosiu Jean-Michel Basquiat quan aquest gairebé no era conegut, i va convertir la Velvet Underground en una banda coneguda internacionalment. Per tant, va ser un inquiet i actiu «productor de personatges artístics», com les seves conegudes «superestrelles» -de dispar sort- i un infal·lible detector de talent. A més, Warhol encoratjava el consum d'uns certs productes, apareixia a la publicitat i era un invitat freqüent a programes televisius que anaven des de Love Boat al Saturday Night Live, o la pel·lícula de Richard Pryor Dynamite Chicken. En definitiva, Warhol era un ferm defensor «del negoci de l'art» i l'«art del negoci»", un tema sobre el qual va escriure llargament en La filosofia d'Andy Warhol: De la A a la B i de la B a la A.

## Obra

### Pintura

Llauna de Sopa Campbell's.

Fins a principis de la dècada dels 60, Warhol va ser un il·lustrador comercial d'èxit. Els seus elegants i detallats dibuixos per a l'empresa sabatera I. Millar eren particularment populars. Aquests dibuixos en tinta, de línia força desimbolta, s'alternaven amb impressions monoprint (similars a una monotípia) que va aplicar extensivament a la seva primera etapa com a artista. Encara que aquesta posició entre el món artístic i el comercial no era infreqüent, sí que és cert que per motius de prestigi la majoria d'artistes portaven amb discreció la seva condició de professionals de la publicitat. De fet, la fama de Warhol com a il·lustrador va suposar en un primer moment un obstacle per a la seva consideració com a artista. Diverses vegades va tractar d'exposar algun dels dibuixos realitzats amb aquestes tècniques a galeries d'art, però els seus intents no van tenir èxit. Fou en aquesta època, quan Warhol començà a qüestionar-se la relació entre el «gran art pur» i l'«art comercial». A partir d'aquest moment, criticaria la seva separació i interpretaria la cultura comercial i popular com un tema artístic.
El pop art ja era un corrent en estat germinal que alguns artistes exploraven de forma aïllada; alguns d'aquests pioners, com Roy Lichtenstein o el mateix Warhol (que passaria a ser conegut com «el Papa del Pop»), arribarien a ser, amb el temps, sinònims del pop. Warhol va començar a involucrar-se en aquest moviment artístic realitzant imatges preses de dibuixos animats i anuncis televisius que pintava amb primmirades esquitxades de pintura. Aquestes esquitxades emulaven l'aspecte de l'expressionisme abstracte dels Estats Units, aleshores molt en voga. Eventualment Warhol aniria retirant referències de les seves imatges fins a reduir-les a la representació icònica d'una marca comercial, una celebritat, o el signe del dòlar; va suprimir també qualsevol empremta de la mà de l'artista a les seves pintures. Es tractava en un cert sentit de tornar a l'art el valor de cosa mentale, tal com Leonardo da Vinci l'havia definida ja en el Renaixement.
Warhol va extrapolar el seu profund coneixement del món comercial a la seva faceta artística. Així, intuïa que definir una veta comercial era al cap i a la fi definir un tema artístic. Els dibuixos animats i els còmics ja havien estat utilitzats per Roy Lichtenstein, la tipografia era part del llenguatge de Jasper Johns, i Warhol també volia definir la seva pròpia estètica distintiva. Els seus amics el van aconsellar de pintar les coses que més estimés. A la seva peculiar manera de prendre's les coses literalment, per a la seva primera exposició rellevant va pintar les famoses llaunes de sopa Campbell's, que segons ell havien estat el dinar més freqüent al llarg de la seva vida.
L'obra de Warhol va adquirir un to més seriós després de l'atemptat patit el 1968. Una tendència còmica coexistia amb una de més solemne. Per això, a la seva obra es poden trobar vinyetes de còmic o cadires elèctriques, sense fer diferència. D'altra banda, Warhol va utilitzar les mateixes tècniques -serigrafia, ofset, pintura en tons plans amb colors brillants- per representar les seves estimades celebritats, objectes quotidians, accidents de cotxe, imatges de suïcidis o desastres, com verifica la sèrie Death and Disaster realitzada entre 1962 i 1963. Les pintures d'aquesta sèrie -com Accident de cotxe en vermell, Home purpuri saltant o Desastre taronja- transformen tragèdies personals en espectacles públics, i anuncien l'ús d'imatges de catàstrofe que es tornaria inherent a la cultura dels mitjans de masses. L'element unificador de l'obra de Warhol és el seu estil deliberadament inexpressiu i la construcció d'un personatge aparentment impertorbable, com si fos un Buster Keaton de l'art.

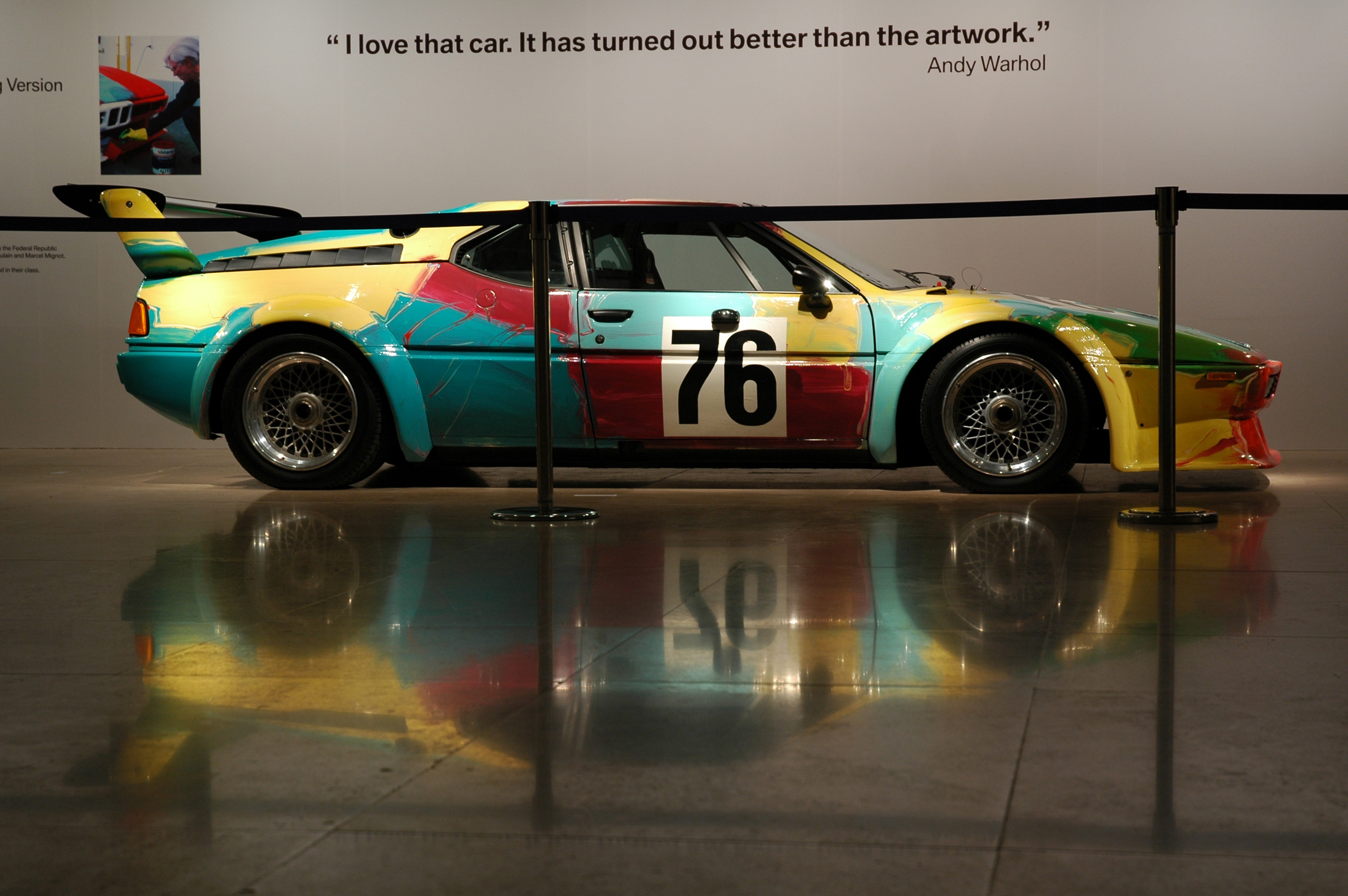
BMW M1 decorat per Warhol

Warhol també estimava les celebritats i, per això, va decidir pintar-les. Aquests primers passos en el món artístic van anar definint a poc a poc la seva empremta personal, que consistia precisament a evitar l'empremta de l'artista a favor d'uns temes que encara que eren considerats «anti-artístics», constituïen l'essència de la cultura de la societat del benestar nord-americana. Warhol va utilitzar freqüentment la serigrafia i, quan s'hi veia obligat, ho feia calcant d'una diapositiva. A mesura que es consolidava la seva carrera com pintor, Warhol va anar contractant diversos assistents que l'ajudessin a processar les seves imatges, i poder fer variacions i versions sobre el mateix tema.
El 1979, Warhol va rebre de BMW l'encàrrec de pintar un cotxe de competició BMW M1 per a la quarta exposició del projecte BMW Art Car. A diferència dels tres artistes que l'havien precedit, Warhol va declinar utilitzar inicialment un model a escala i es va posar a pintar directament sobre el vehicle. Es diu que Warhol va trigar un total de 23 minuts en pintar el cotxe sencer.

Alguns dels seus dibuixos a tinta, que podien recordar imatges del test de Rorschach, pretenien ser comentaris, des del punt de vista del pop, sobre el que l'art podria ser. Altres pintures, com el paper de paret de vaca (un paper de paret amb estampat de vaques) o les seves pintures d'oxidació (a partir de llenços preparats amb coure oxidat mitjançant orina humana) també poden entendre's en aquest sentit. El procés d'aquesta última pintura era el següent: la tela es pintava amb una barreja de polímer sintètic i pols metàl·lica i, abans que s'assequés, hi orinava damunt, imitant una mica a Jackson Pollock, el qual deixava caure regalims de pintura sobre els quadres. Els efectes aconseguits eren diferents formes i colors que, a més a més, Warhol a vegades, animava amb la barreja d'altres substàncies com, per exemple, melmelada o xocolata. És igualment remarcable la manera que aquesta obra -i els mitjans amb els quals es produïa- encaixaven en l'ambient de la Factory de Nova York. El biògraf Bob Colacello aporta un testimoni sobre les Pintures d'orines (anomenades també d'oxidació) d'Andy:
| « | Víctor... era l'esperit pixaner d'Andy per a les Oxidacions. Venia a la Factory per orinar en llenços que havien estat preparats amb una imprimació basada en coure per Andy o per Ronnie Cutrone (que era el segon esperit pixaner, molt apreciat per Andy, qui deia que la vitamina B que Ronnie prenia proporcionava un to més bonic quan l'àcid úric corroïa el coure). Va utilitzar Andy la seva pròpia orina? El meu diari diu que quan va començar aquesta sèrie, el desembre de 1977, ho va fer, i hi va haver més d'una persona en això: nois que venien a dinar i que havien begut més vi del compte, quedaven molt divertits o intimidats quan se'ls demanava que ajudessin Andy «a pintar». Andy sempre semblava entusiasmat durant el trajecte cap a l'estudi... " | » |

Quan va fer la restauració del Sant Sopar de Leonardo da Vinci (1977), Warhol va realitzar unes sèries sobre el mateix tema de reproduccions serigràfiques de gran mida. Amb aquest cicle va aportar un caràcter religiós del tot nou a la seva obra que en paraules d'alguns crítics també va ser el millor. L'exposició d'aquests quadres va tenir lloc el 22 de gener 1987 a Milà.

### Filmografia
Andy Warhol va ser un cineasta experimental força prolífic, si considerem que entre 1963 i 1974 va produir més de seixanta pel·lícules. Malgrat el seu total desconeixement tècnic, no li va importar llançar-se a filmar. En una de les seves cintes més conegudes, Sleep, John Giorno (el seu amant) hi sortia dormint durant sis hores. Així que només va haver de deixar la càmera fixa durant tot aquest espai de temps. Segons Warhol:
| « | Un pot mirar-lo per una estona, deixar de veure'l i després tornar a mirar-lo; una mica més. El film estaria sempre allà. | » |

El curtmetratge Blow Job (1963) mostra un pla de DeVeren Bookwalter (suposadament fent una fellatio pel cineasta Williard Maas). A "Empire", una pel·lícula de vuit hores de durada, la càmera mostra una vista de l'Empire State Building a l'alba. Warhol, per tant, ignorava les convencions usuals sobre la durada d'una pel·lícula. Eat, per exemple, és una pel·lícula de 45 minuts de durada on apareix un home menjant-se un bolet.
El 1964 Warhol va dirigir i produir Batman Dracula, una pel·lícula que no comptava amb l'aprovació de DC Comics, propietària legal del personatge. Warhol es va confessar un gran admirador de la sèrie i va afirmar que pretenia fer un homenatge personal al superheroi. Així, va realitzar aquesta pel·lícula que, encara que en aquell moment només va ser projectada en exposicions, actualment se la considera la primera representació de Batman en l'estètica camp. La pel·lícula s'havia considerat perduda fins al 2006 quan, a la projecció del documental Jack Smith and the Destruction of Atlantis, van aparèixer fragments de la peça original.
Aquell mateix any, el 1964, Jonas Mekas va lliurar a Warhol el Premi Anual de la Cultura Cinematogràfica per la seva aportació al cinema. Andy no es va presentar a recollir el premi però, va enviar un film mut on se'l veia a ell i als seus acompanyants de La Factory amb cara d'avorrits, passant-se una cistella de fruita que era el premi oficial.
El 1965, Warhol va produir Vinyl, una adaptació de la cèlebre distopia d'Anthony Burgess, The Clockwork Orange. Altres gravacions eren improvisades i registraven trobades entre els habituals de La Factory, com Viva, Edie Sedgwick, Candy Darling, Holly Woodlawn, Ondine, Nico i Jackie Curtis. El llegendari artista underground, Jack Smith, també apareix a la pel·lícula Camp.
L'any següent va ser quan va crear la seva producció cinematogràfica de més èxit, tant de públic com de crítica, Chelsea Girls (1966). Una pel·lícula molt innovadora que s'exhibia amb dos projectors de 16 mm funcionant simultàniament. Cada pel·lícula tenia la seva pròpia història i oferien una lectura simultània d'esdeveniments aparentment inconnexos. Eventualment, des de la cabina de projecció es regulava el so per donar-li a una de les projeccions certa preponderància sobre l'altra. Aquesta multiplicació d'imatges evocava els treballs de serigrafia de Warhol de principis d'aquella dècada, en els quals se superposaven diverses «capes d'informació». La influència d'aquesta divisió de pantalla, amb el valor multinarratiu que implicava, va tenir una gran ressonància posterior.
Altres de les seves pel·lícules més importants són Bike Boy, My Hustler i Lonesome Cowboys, un pseudo-western de baix pressupost on Warhol s'interpretava a si mateix. Aquestes pel·lícules però, han transcendit més com documentals de la subcultura gai del moment que com pel·lícules artístiques i encara avui ocupen un lloc il·lustre als estudis d'art i sexualitat. L'última producció de Warhol com a director va ser Blue Movie, on Viva, una superstar de La Factory, surt fent l'amor i flirtejant amb un home durant 33 minuts. La polèmica desencadenada per aquesta pel·lícula, a causa del franc plantejament que fa d'una trobada sexual, va provocar que la mateixa intèrpret es negués durant anys a la seva projecció pública. Va ser el 2005 quan Blue Movie va ser projectada per primera vegada a Nova York, trenta anys després de la seva realització.
Després de l'atemptat patit el 1968, Warhol es va tornar més reticent a la producció de pel·lícules. El seu col·laborador i ajudant de direcció, Paul Morrissey, va portar les produccions del col·lectiu de La Factory a un terreny més convencional i narratiu, amb produccions de sèrie-B i pel·lícules de to contestatari com Flesh, Trash, i Heat (1972). Totes aquestes pel·lícules, incloent-hi les versions de Flesh for Frankenstein i Blood for Dracula, anaven dirigides a un públic convencional adult, més que als espectadors que havien apreciat les obres de Warhol. Això va fer que aquestes últimes dues pel·lícules obtinguessin uns cinc milions de dòlars durant les dues primeres setmanes de projecció als Estats Units. Però el seu principal actor, Joe Dallesandro, va ser considerat més com una «estrella» de Morrissey que com una autèntica «estrella de Warhol».

### Música
A mitjan anys seixanta, Warhol «va adoptar» una banda anomenada The Velvet Underground. Els va convertir en un element crucial de l'exposició d'art multimèdia que organitzava: l'Exploding Plastic Inevitable, i va donar a Paul Morrissey el càrrec d'agent seu. A més, els va presentar Nico el qual s'uniria al grup a petició de Warhol. Així, el 1966 va produir el seu primer disc, titulat The Velvet Underground and Nico, i va pintar-ne la decoració. La producció de Warhol, però, es va limitar a pagar per l'estudi d'enregistrament. Després de la publicació d'aquest àlbum, Warhol i el líder de la banda, Lou Reed, van començar a dissentir sobre la direcció que la banda havia de prendre i aquesta tensió hauria pogut ser la causant del final de la seva bona relació artística.
A part de la producció del disc dels Velvet, Warhol també va dissenyar nombroses portades d'altres discs. Cal destacar una fotografia per al primer disc de John Wallowitch (titulat: This Is John Wallowitch, el 1964), i les portades del Sticky Fingers (1971) i el Love You Live (1977) dels Rolling Stones. Una cooperació que va arribar al seu punt zenit el 1975, quan li van encarregar de fer diversos retrats de la cara visible de la banda, el músic Mick Jagger. A més, per a John Cale, va dissenyar la portada de Honi Soit (1981) i, per a Diana Ross, les il·lustracions que apareixien a la coberta de Silk Electric. El pòstum Menlove [Ave|Au]. (1986) de John Lennon també va ser dissenyat per Warhol. Així doncs, Andy tenia bones relacions en el món de la música, amb admiradors com Deborah Harry, Grace Jones, i John Lennon.
El videoclip, format que sorgiria als 70, també va entrar en les seves inquietuds creatives. Warhol va produir, entre d'altres, el clip del single Misfit, per als Curiosity Killed The Cat, i el clip del senzill Hello Again de The Cars (on figurava com bàrman).
La relació de Warhol amb la música però, no va ser només d'índole estrictament professional. La seva influència sobre l'anomenada New Wave -com la banda Devo- i sobre la formació d'artistes joves, com David Bowie, és àmpliament coneguda. De fet, Bowie incloïa una cançó anomenada Andy Warhol en el seu Hunky Dory (1971) i Lou Reed va compondre una cançó anomenada Andy Chest, que tractava sobre l'atemptat patit el 1968 a mans de Valerie Solanas. Aquesta cançó va ser gravada aleshores amb la Velvet, però en el seu disc de 1972, Transformer, va afegir-hi una altra versió produïda per David Bowie i Mick Ronson. La versió original no va ser publicada fins que va sortir l'àlbum VU el 1985.

### Edicions
Des de començaments de la dècada dels 50, Warhol va publicar regularment els portafolis que utilitzava per mostrar el seu treball. El primer d'aquests llibres publicats pel mateix autor va ser 25 Cats Name Sam and One Blue Pussy, imprès el 1954 per Seymour Berlin en paper Arches amb marca d'aigua, i estava il·lustrat amb litografies realitzades en el mateix estil esborrallat amb el qual s'identificava el seu treball d'il·lustrador. L'edició original estava limitada a 190 exemplars, acolorides a mà amb aigua-tinta Dr.Martin's. Warhol va regalar la majoria d'aquests llibres a clients i amics. La còpia número 4, amb la paraula Jerry escrita a mà a la coberta, va ser un regal de Warhol per a Geraldine Stutz i es va utilitzar el 1987 com a model d'una edició facsímil. L'original va ser subhastat el maig de 2006 per Doyle de Nova York, i va assolir un valor de 35.000 dòlars. Altres dels llibres fets en autoedició per Warhol van ser: A Gold Book, Wild Raspberries i Holy Cats. Després de convertir-se en una celebritat, els llibres que va escriure ja van ser publicats amb fins comercials:
- A, a Novel (1968, ISBN 0-8021-3553-6) és una transcripció literal -amb faltes d'ortografia i murmuris inintel·ligibles interpretats fonèticament- de diversos enregistraments de so realitzats per Ondine i alguns dels assidus visitants de La Factory. Bàsicament, conté les seves converses, les seves salutacions i els seus comiats.
- The Philosophy of Andy Warhol (From A to B and Back Again) -traduït al català com La filosofia d'Andy Warhol: De la A a la B i de la B a la A- (1975, ISBN 0-15-671720-4) és un extret de les converses telefòniques diàries (algunes mentre Warhol estava de viatge) entre l'artista i Pat Hackett. La investigadora explica a la introducció de The Andy Warhol Diaries que les cintes que Warhol li donava perquè hi gravés les seves converses contenien fragments de converses prèviament gravades entre l'artista, Brigid Berlin i l'antic editor de la revista Magazine, Bob Colacello.
- Popism: The Warhol Sixties, (1980, ISBN 0-15-672960-1) és una revisió retrospectiva dels anys seixanta i el creixement del pop art. Els seus coautors són Andy Warhol i Pat Hackett.
- The Andy Warhol Diaries (1989, ISBN 0-446-39138-7), editat per Pat Hackett, és una espècie de «diaris» dictats per Warhol a Hackett al llarg de converses telefòniques diàries. Warhol havia iniciat aquest diari per revisar el progrés de les seves despeses després de revisions fiscals, però aviat va evolucionar fins a incloure observacions personals i comentaris artístics.

Warhol va ser, a més, el creador d'Interview, una revista de moda que encara avui es publica. El títol guixat a la portada pot ser obra de la mateixa mà de Warhol o de la seva mare, Júlia Warhola, qui acostumava a fer aquest tipus de col·laboracions escrites per a les seves primeres peces comercials.

### Altres obres
- El dibuix era una part essencial de la pintura de Warhol. Format com il·lustrador, Warhol va adoptar un característic estil «esborrallat» amb el que va realitzar els seus celebrats anuncis de sabates. Alguns dels seus dibuixos van ser publicats pel mateix autor en forma de fullets. És el cas de Yum, yum, yum, sobre el dinar; Ho, Ho, Ho, de tema nadalenc; i Shoes, Shoes, Shoes, d'un dels seus temes favorits, les sabates. El seu llibre de dibuixos més aclamat va ser A Gold Book, que reuneix nombroses i delicades il·lustracions de joves. El títol d'aquesta obra es deu a una fulla daurada que decora les seves pàgines.[67][68]
- L'escultura més coneguda de Warhol és potser la Capsa de Brillo, una rèplica feta en serigrafia sobre fusta de les capses d'un detergent prou conegut. Les Capses de Brillo formaven part d'una sèrie d'escultures que representen objectes típics de botiga de barri, com el ketchup Heinz o les llaunes de sopa Campbell's.[69] Una altra obra que Warhol va realitzar en aquest medi va ser els Silver Clouds, uns globus platejats de mylar amb forma encoixinada. Un d'aquests núvols platejats va formar part de l'exposició itinerant Air Art organitzada per Willoughby Sharp entre el 1968 i el 1969. Clouds va ser també el títol d'una part del RainForest, un espectacle de ball contemporani amb la coreografia feta per Merce Cunningham el 1968.[70] També cal destacar la seva gran obra sonora Invisible Sculpture, una instal·lació on les alarmes antirobatori deixaven de sonar en entrar-hi. Finalment, cal mencionar la Time Capsule, creada el 1973. Una peça amb la qual Warhol volia rescatar objectes del seu entorn quotidià -cartes, diaris, souvenirs, objectes d'infància, fins i tot bitllets d'avió i restes de menjar- que reunia i segellava dintre de capses de cartó que ell anomenava càpsules del temps. El dia de la seva defunció existien prop de 600 d'aquestes capses, totes adequadament datades i classificades. Actualment, aquestes «càpsules» es troben reunides a la col·lecció de l'Andy Warhol Museum.[71]
- La moda: Una frase suposadament atribuïda a Warhol és la de: «preferiria comprar-me un vestit i penjar-lo de la paret abans que posar un quadre, tu no?». Indubtablement, la moda era un dels més grans interessos de Warhol qui va fundar Interview com un apassionat expert en la matèria. Una de les seves superestrelles més conegudes, Edie Sedgwick, va manifestar sempre la seva intenció de convertir-se en dissenyadora de moda, un objectiu que el seu bon amic, Halston, va aconseguir, i amb enorme èxit. L'aportació personal de Warhol a la moda però, va passar per impressions fetes en serigrafia sobre la tela a una breu incursió com a model de passarel·la, llibres sobre moda i, naturalment, les cèlebres sabates que tant li agradava pintar.
- Performance: Warhol va escenificar, amb l'ajuda dels seus coneguts, diversos muntatges teatrals, multimèdia i happenings. En ells, combinava la música amb projeccions de diapositives i, en alguna ocasió, també amb espectacles de BDSM amb el seu amic Gerard Malanga vestit de vinil i portant un fuet. L'Exploding Plastic Inevitable de 1966 va ser la culminació del seu treball en aquesta àrea.[72]
- Teatre: PORK d'Andy Warhol es va estrenar el 5 de maig de 1971 al teatre LaMaMa de Nova York on va aguantar dues setmanes a l'escenari. Posteriorment, va ser portada al Roundhouse de Londres per a una gira més prolongada durant el 1971. Pork es basava en l'enregistrament de converses sostingudes entre Brigid Berlin i Andy, i que tractaven sobre les cintes que Brigid havia gravat durant converses amb la seva mare. L'obra presentava a Jayne County com el personatge de Vulva i a Cherry Vanilla com Amanda Pork.

## Llegat
L'Artists Rights Society (l'equivalent a la SGAE espanyola) és la representant legal dels drets de propietat de les obres de la Fundació, amb l'excepció d'alguns fotogrames de pel·lícules de Warhol. El representant legal dels mencionats fotogrames és el Museu Warhol de Pittsburgh. D'altra banda, la fundació té acords relatius a les seves imatges d'arxiu. Totes les imatges digitalitzades d'obra de Warhol són propietat de Corbis, mentre que les imatges en diapositiva són gestionades per Art Resource. La fundació Andy Warhol va publicar el seu informe anual especial del 20è aniversari el 2007. Aquest està dividit en tres volums: Vol. I, 1987-2007; Vol. II, Assistències i exposicions; i Vol. III, Programa de Llegat. La fundació continua sent el més gran donant de beques per a les arts visuals als Estats Units.

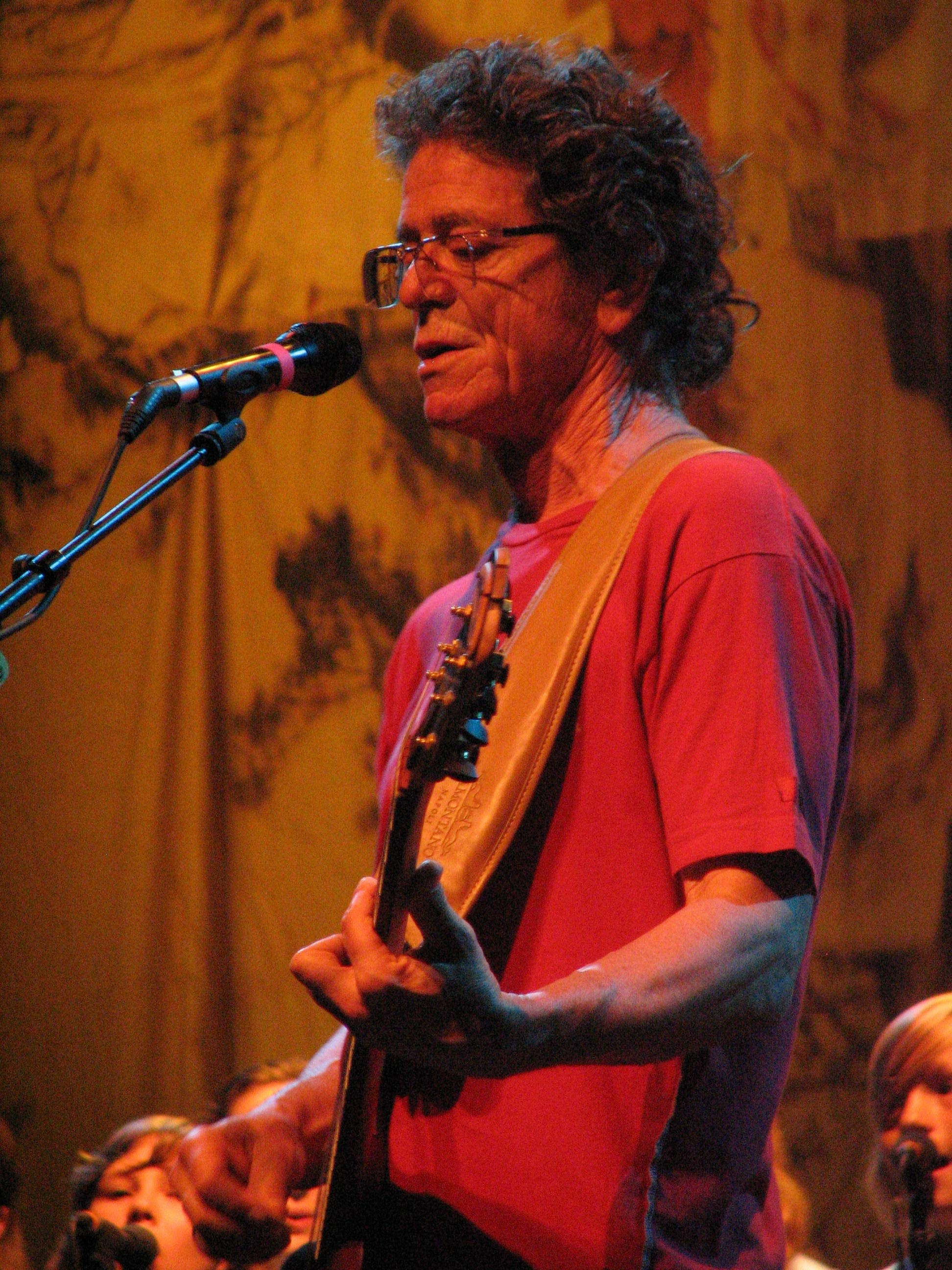
A la fotografia Lou Reed que, juntament amb John Cale, dos anys després de la mort de Warhol, va gravar Songs for Drella.

Dos anys després de la mort de Warhol, Songs for Drella, una obra conceptual encarregada per l'Acadèmia de Música de Brooklyn i The Arts at St. Ann's, de Nova York, va ser interpretada per Lou Reed i John Cale, un epígon de la Velvet. L'actuació va ser gravada pel director Ed Lachman el 6 de desembre de 1989 i editada en format VHS i laserdisc. El 1990 va ser publicada en forma de CD en un embolcall negre de textura vellutada per Sire Records. «Drella» era un sobrenom creat pel seu ajudant Ondine per descriure a Warhol. Un encreuament entre Dràcula i Ventafocs molt popular entre els seus partidaris. Songs for Drella presenta, per tant, una espècie de descripció literària de la vida de Warhol i se centra en les seves relacions personals. Les cançons s'agrupen en tres categories: una interpretació semifantàstica des de la perspectiva de Warhol; cròniques en tercera persona de la seva vida i els seus assumptes; i una altra perspectiva més emocional guiada per comentaris sobre Warhol de Reed i Cale. En aquest disc, Reed es disculpa davant el difunt Warhol i posa les bases per a una reconciliació del seu conflicte personal. Reed i Cale havien estat interpretant les cançons en directe des del 1989 com un cicle de cançons abans d'entrar en un estudi. Cap al final de l'enregistrament, Cale va prometre no tornar a treballar mai amb Reed, a causa de diferències personals. Tanmateix el disc seria la causa de la revitalització del grup de la Velvet Underground. Encara que l'àlbum va ser ideat com una unitat indivisible, es va llançar un senzill titulat Nobody But You.

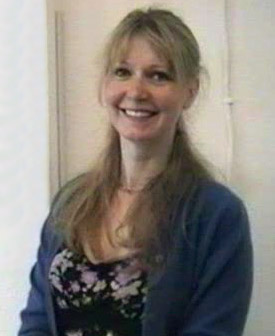
La pintora Stella Vine: segons el Financial Times, «una descendent de Warhol».

Pel 20è aniversari de la seva mort l'hotel Gershwin de Nova York va celebrar un cicle d'actes homenatjant l'art de Warhol i les seves «superestrelles». Hi va haver una cerimònia de premis, una desfilada de moda i una actuació musical de Blondie que va intervenir en l'acte de clausura. Al mateix temps, la galeria Carrozzini von Buhler de Nova York va organitzar Andy Warhol: In His Wake, una exposició que incloïa obres d'algunes de les seves «superestrelles» com Ultra Violet, Billy Name, Taylor Mead i Ivy Nicholson, així com una jove generació d'epígons de Warhol. La galeria es va modificar per assemblar-se a la platejada Factory. Una escultura interactiva de Cynthia von Buhler titulada The Great Warhola presentava a Warhol com un escurabutxaques que endevinava el futur. A més, una pel·lícula titulada Factory Girl, interpretada per Sienna Miller i Hayden Christensen i que versava sobre la vida d'Edie Sedgwick, va ser llançada una setmana abans de l'aniversari.
El 2007, el Financial Times va definir la pintora britànica Stella Vine com «una descendent de Warhol». Arifa Akbar de The Independent va assenyalar que la perspectiva de Stella Vine sobre la cultura de la celebritat podia adscriure's a la tradició warholiana. Vine ha declarat sentir una forta compenetració amb Warhol, indicant que és «el mateix tipus de persona que ell».

## Museus
Existeixen dos museus dedicats especialment a Warhol: 
- L'Andy Warhol Museum, que està integrat en la institució dels Museus Carnegie de Pittsburgh i es troba en el núm. 117 de Sandusky Street de Pittsburgh (Pennsilvània). Amb les més de 12.000 peces de Warhol que conté, s'ha convertit en el museu més gran dels Estats Units dedicat a un sol artista.
- I el Warhol Museum of Modern Art, fundat el 1991 pel seu germà John Warhola, el Ministeri de Cultura del govern eslovac i la Warhol Fundation de Nova York. El museu es troba a la petita ciutat de Medzilaborce (Eslovàquia), a 15 quilòmetres de Miková, el poble on van néixer els seus pares. El museu allotja actualment nombroses obres originals cedides per la Warhol Foundation i alguns objectes personals donats pels familiars de Warhol.

## Andy Warhol a la ficció

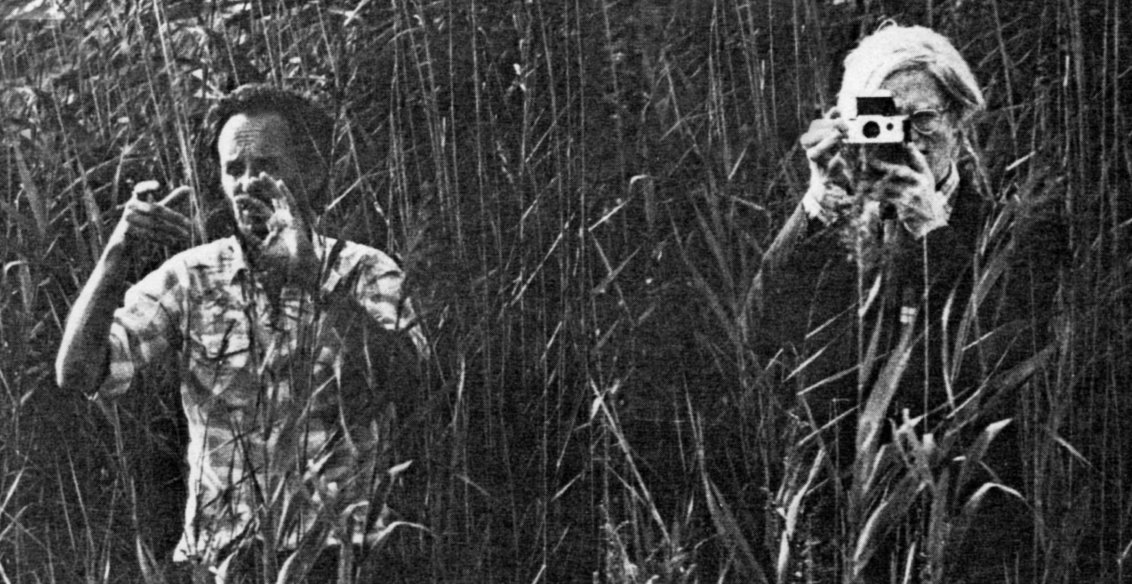
Warhol (dreta) amb el director Ulli Lommel durant el rodatge de Cocaine Cowboys.

El 1979 Warhol va actuar en la pel·lícula Cocaine Cowboys del director Ulli Lommel interpretant-se a si mateix.
Després de la seva mort, Warhol va ser representat per Crispin Glover a la pel·lícula d'Oliver Stone The Doors (1991); per David Bowie a Basquiat (1996) de Julian Schnabel; i per Jared Harris a la pel·lícula I shot Andy Warhol (1996) de Mary Harron. Warhol també apareix com un personatge de l'òpera de Michael Daugherty Jackie O (1997). I l'actor Mark Bringlesson fa una breu aparició com Andy a Austin Powers (1997).
D'altra banda, moltes pel·lícules del cineasta d'avantguarda Jonas Mekas mostren imatges de la vida de Warhol. Sean Gregory Sullivan també va retratar la vida de Warhol a 54 (1998). I, evidentment, també cal destacar l'última producció relacionada amb Warhol que és el llargmetratge Factory Girl (2007) i que tracta la vida d'Edie Sedgwick. Gus Van Sant va planejar rodar una versió de la vida de Warhol amb River Phoenix en el paper protagonista, però el projecte va quedar frustrat per la mort de l'actor el 1993.

### Documentals
- El 2001 el director polonès Stanislaw Mucha va produir Absolut Warhola, un documental que retratava la vida de la família de Warhol a la seva ciutat natal, a Eslovàquia.[84]
- Andy Warhol: A Documentary Film és una pel·lícula-homenatge de quatre hores de durada dirigida per Ric Burns el 2006.[85]